# Antônio Austregésilo
Antônio Austregésilo Rodrigues Lima (ur. 21 kwietnia 1876 w Recife, Pernambuco, zm. 23 grudnia 1960 w Rio de Janeiro) – brazylijski lekarz neurolog.

## Życiorys
Studiował na Uniwersytecie w Rio de Janeiro, tytuł doktora otrzymał po przedstawieniu w 1899 roku dysertacji "Estudo clínico do delírio". W 1912 roku otrzymał katedrę neurologii na macierzystej uczelni. Był jednym z pionierów neurologii w Brazylii, tworząc własną szkołę. Założył i redagował czasopisma naukowe: Arquivos Brasileiros de Medicina i Arquivos Brasileiros de Neurologia e de Psiquiatria. Opisał dystonię pourazową i objaw, będący modyfikacją objawu Babińskiego, określany niekiedy jako objaw Austregésilo.